# 似雙刺三角麗魚
似雙刺三角麗魚為輻鰭魚綱鱸形目隆頭魚亞目慈鯛科的其中一種，分布於南美洲亞馬遜河流域，體長可達25公分，棲息在水質清澈的中底層水域，以甲殼類、昆蟲等為食，生活習性不明，可作為觀賞魚。